# Гасан Кара-хан
Гасан Кара-хан (д/н — 1132) — 12-й каган Західнокараханідського ханства у 1130—1132 роках. Відомий також як Гасан-хан і аль-Гасан.

## Життєпис
Походив з алідської гілки династії Караханідів. СинАлі-тегіна, родинні відносини якого з каганом Ахмадом II Арслан-ханом достеменно невідомі. 1129 році в ханстві почалася боротьба за владу, в яку зрештою втрутився Ахмад Санджар, малік Хорасану. Він повалив Арслан-хана, що готував змову протинього й поставив на трон Гасана Кара-хана. Невдовзі прийняв титул джалал ад-дунья.
Гасан переважно спирався на міць Сельджукидів, оскільки йому ворожими були Хорезм і Східнокараханідське ханство. 1132 року володар останнього Ібрагім Богра-хан скористався кампанією Ахмада Санджара проти ірацького султана Масуда I виступив проти Гасан Кара-хана, який в цей час боровся з Ахмадом Кадир-ханом, сином Арслан-хана. Невдовзі був повалений й загинув.